# Ixchelia mexicana
Ixchelia mexicana (Ging. ex DC.) H.E.Ballard & Wahlert – gatunek roślin z rodziny fiołkowatych (Violaceae). Występuje naturalnie w Meksyku, Gwatemali, Hondurasie, Nikaragui, Kostaryce oraz Panamie. 

## Morfologia
PokrójZimozielony krzew dorastający do 3 m wysokości.
LiścieBlaszka liściowa ma kształt od eliptycznego do łyżeczkowatego. Mierzy 1,5–4,5 cm długości oraz 5,5–7,5 cm szerokości, jest karbowana na brzegu, ma zbiegającą po ogonku nasadę i tępy wierzchołek. Przylistki są od równowąskich do lancetowatych. Ogonek liściowy jest nagi i ma 2 mm długości.
KwiatyZebrane w skąpo ukwieconych gronach wyrastających z kątów pędów. Mają działki kielicha o owalnym kształcie i dorastające do 2 mm długości. Płatki mają żółtozielonkawą barwę.
OwoceTorebki mierzące 5 mm średnicy, o kulistym kształcie.

## Biologia i ekologia
Rośnie w lasach, na wysokości od 100 do 1200 m n.p.m.